# Okhwan Yoon
Okhwan Yoon (Seul, ...) è un ciclista, filosofo e politico sudcoreano.

## Biografia
Ha viaggiato in bicicletta in 191 paesi a partire dal 2001.
Analista politico e pacifista, Okhwan ha avuto la sua prima bicicletta all'età di 6 anni e ha cominciato ad usarla facendo avanti e indietro per le stanze della casa di famiglia. In adolescenza, al ritorno da scuola, era solito aggirarsi in bici per esplorare i villaggi intorno a Seul, fino all'imbrunire. Avrebbe voluto arrivare oltre le montagne e sapere come vivevano gli altri, scoprire il mondo che lo circondava. La madre lo ha sempre cresciuto per essere indipendente. Nel 1984, Yoon viene arrestato durante una dimostrazione contro il regime di Chun Doo-hwan. Nel 1987 si laurea in giurisprudenza e nel 1991 avvia un proprio esercizio commerciale in Corea del Sud. 
Nel giugno del 2001 decide di chiudere la sua carriera di uomo d'affari e di imbarcarsi verso un lungo viaggio in bicicletta, col proposito di diffondere il pensiero di un mondo più pacifista e la speranza di una riunificazione della Corea. Durante la sua avventura non mancano le difficoltà. Viene investito varie volte, accoltellato, prende la malaria e sopporta temperature estreme, calde e fredde. 
Nel settembre 2009 Yoon incontra sull'isola di Cipro, il regista slovacco Marek Mackovic, che inizia a filmare il suo viaggio. Il 24 luglio 2010 lo riprende in Nepal, a Kathmandu e invia il materiale per il progetto ‘Life in a Day', diretto da Kevin Macdonald e prodotto da Ridley Scott. In quanto diretti contributori Marek e Okhwan vengono invitati nel 2011 alla première del Sundance Film Festival, dove il documentario viene presentato in anteprima.
Nell'estate del 2010, Okhwan visita il Bhutan e arriva a quota 191, in un viaggio che lo ha portato ad attraversare in lungo e in largo i cinque continenti. Ha viaggiato in ogni paese membro delle Nazioni Unite, Corea del Nord a parte. Ha corso alle maratone di Praga (Repubblica Ceca) e Nizza-Cannes (Francia) nel 2011. Progetta di scalare il monte Everest con la sua bicicletta e di visitare la Micronesia, Tuvalu e Aruba. Inoltre spera di potersi unire all'Assemblea Nazionale della Corea del Sud e pubblicare un libro sul suo viaggio.